# 橋本喜久雄
橋本 喜久雄（はしもと きくお、1908年（明治41年）7月 - 没年不明）は、日本の実業家。

## 人物
長崎県出身。橋本喜造の長男。ドイツに留学し、帰朝後実業界に入る。祖業船舶海運業を営む。龍王汽船、新興商船各代表取締役、橋本汽船、堂島ビルヂング、雲仙観光ホテル各社長などをつとめる。
趣味はゴルフ、柔道、読書。宗教は法華宗、真宗。住所は兵庫県西宮市上甲子園二番町、神戸市神戸区山本通。

## 家族・親族
橋本家
- 父・喜造（1872年 - 1947年、貴族院議員橋本雄造の養子、衆議院議員、堂島ビルヂング、橋本汽船、龍王汽船、新興商船、雲仙観光ホテル各社長）[2][3][4]
- 妻・婦美子（1910年 - ?、東京、岡本一郎の妹）[2][3]
- 長男[1]
- 二男[1]
- 三男[1]
- 四男[1]
- 五男[1]
- 長女[1]
- 二女[1]